# Huta Błędowska
Huta Błędowska (prononciation : [ˈxuta bwɛnˈdɔfska]) est un village polonais de la gmina de Błędów dans le powiat de Grójec de la voïvodie de Mazovie dans le centre-est de la Pologne.
Il se situe à environ 20 kilomètres au sud-ouest de Grójec (siège du powiat) et à 58 kilomètres au sud-ouest de Varsovie (capitale de la Pologne).

## Histoire
De 1975 à 1998, le village appartenait administrativement à la voïvodie de Radom.